# TSV Neu-Ulm
Der Turn- und Sportverein 1880 Neu-Ulm ist ein Sportverein aus  dem bayerischen Neu-Ulm. Mit ca. 1.800 Mitgliedern gehört der Verein zu den größten Sportklubs der Region.
Die Fußballabteilung des Vereins ist im Württembergischen Fußballverband organisiert.

## Geschichte
Der Verein wurde 1880 als TV Neu-Ulm gegründet. Am 3. Dezember 1946 fusionierte er mit dem Lokalrivalen SSV Eintracht Neu-Ulm zur TSG Neu-Ulm. Im November 1950 gab sich der Klub den heutigen Namen.
Die Fußballabteilung des TSV Neu-Ulm machte erstmals 1967 auf sich aufmerksam, als der Aufstieg in die 2. Amateurliga Württemberg gelang. In der Gruppe 3, in der der Klub unter anderem auch auf die Lokalrivalen TSG Ulm 1846 und FV Illertissen traf, erreichte der Aufsteiger in seiner ersten Spielzeit den fünften Tabellenrang. In den folgenden Jahren etablierte sich die Mannschaft im vorderen Mittelfeld der Liga. 1971 verpasste der Verein nur aufgrund des schlechteren Torverhältnisses als Vizemeister hinter dem punktgleichen SV Rehnenhof den Aufstieg in die 1. Amateurliga. Ein Jahr später wurde erneut der zweite Platz erreicht, der Aufsteiger VfR Aalen hatte jedoch die Liga deutlich dominiert und wies am Saisonende sieben Punkte Vorsprung auf.
1973 wurde die Fußballmannschaft des TSV Neu-Ulm nach einem Zweikampf mit dem VfL Kirchheim/Teck mit einem Punkt Vorsprung Sieger ihrer Ligastaffel. Die höherklassige 1. Amateurliga erwies sich jedoch für die Neu-Ulmer als zu stark und als Tabellenvorletzter stiegen sie zusammen mit dem Stuttgarter SC, dem SC Geislingen und dem TV Gültstein direkt wieder ab. Als Tabellenfünfter verpasste der TSV den direkten Wiederaufstieg. 1978 qualifizierte sich die Mannschaft für die neu gegründete Landesliga Württemberg.
Nach Jahren in der unteren Liga stieg der TSV Neu-Ulm 2006 wieder aus der Bezirksliga Donau/Iller in die Landesliga auf. Dort wurden in den ersten Jahren Plätze im Mittelfeld der Tabelle belegt, bevor nach der Saison 2008/09 wiederum der Abstieg in die Bezirksliga erfolgte. 2016 konnte man in die Landesliga zurückkehren. Nach dem Abstieg im folgenden Jahr konnte man 2018 den direkten Wiederaufstieg erreichen. In der Saison 2019/20 erreichte der TSV den 6. Platz, nur 3 Punkte hinter dem Tabellenersten und Stadtrivalen Türk Spor Neu-Ulm.

## Weitere Abteilungen
Neben Fußball werden folgende Sportarten im Verein betrieben:
- American Football
- Basketball
- Eisstockschießen
- Fechten
- Handball
- Kampfkunst
- Koronar-Sport
- Leichtathletik
- Schach
- Schwimmen
- Skisport
- Tanzsport
- Tennis
- Tischtennis
- Trampolin
- Turnen
- Volleyball
- Wirbelsäulengymnastik